# Jo Limburg
Joseph (Jo) Limburg (Den Haag, 2 december 1864 – aldaar, 3 maart 1945) was een Nederlandse ingenieur en architect.

## Leven en werk
Limburg was een zoon van de joodse winkelier in manufacturen Levy Joseph Limburg (1825-1907) en Hester van Raalte (1831-1911). Hij was een volle neef van de politicus en naamgenoot Joseph Limburg (1866-1940). Hij trouwde in 1903 met de kunstenares Marie Constance Antoinette Clant van der Mijll (1864-1945).
In 1888 studeerde Limburg af aan de Polytechnische School te Delft. Zijn ontwerpen waren aanvankelijk neoclassicistisch van aard. In zijn latere werk zijn invloeden van onder meer Hendrik Petrus Berlage en Rudolf Steiner zichtbaar. Hij kan als architect worden gerekend tot de Nieuwe Haagse School.
Zijn oeuvre is breed, hij ontwierp onder meer kantoren, villa's en volkswoningen en een school, veelal in Den Haag. Hij kreeg in 1905 opdracht van de Geldersche Credietvereniging voor het ontwerp van een bankgebouw in Maastricht, nu bekend als Huis met de Pelikaan. Ontwerpen voor filialen in Groningen, Nijmegen en Heerlen volgden. Een aantal van zijn panden wordt beschermd als rijksmonument.
Limburg was bevriend met Willem van Konijnenburg, die zijn portret tekende. Hij was lid van de Pulchri Studio. Hij had diverse nevenfuncties en was onder meer lid van de Commissie tot behartiging der vakbelangen van den architect van de Maatschappij tot Bevordering der Bouwkunst en lid van de Commissie Regelen en Tabel voor de Volkswoningbouw.
Als gevolg van de Holocaust moesten Jo Limburg en zijn vrouw onderduiken. Hun onderduikadres bevond zich in de Haagse wijk Bezuidenhout. Aangenomen wordt dat hij en zijn vrouw omkwamen bij het bombardement op het Bezuidenhout in 1945.

## Bouwwerken (selectie)
- 1899 Villa Anna, Den Haag
- 1905 Bankgebouw Geldersche Credietvereniging, Maastricht
- 1909-1912 Prins Hendrikkazerne voor de Koloniale Reserve in Nijmegen
- 1910 Villa Iep en Duin, tegenwoordig ambassade van Egypte, Badhuisweg 92, Den Haag
- 1911 Kantoor uitgeverij Martinus Nijhoff, Lange Voorhout 9, Den Haag
- 1912 Villa Van den Bergh (tegenwoordig Japanse Ambassade), Tobias Asserlaan 2 in Den Haag
- 1915 Villa Schalder, Den Haag
- 1918 Bankgebouw Geldersche Credietvereniging, Heerlen
- 1918-1920 Volkswoningbouw voor de Vereeniging De Volkswoning op de Musschenberg (Vogelwijk) in Arnhem
- 1924 Tweede Gymnasium, Den Haag
- 1930 Plein 26: Uitbreiding Sociëteit De Witte, Den Haag

### Fotogalerij

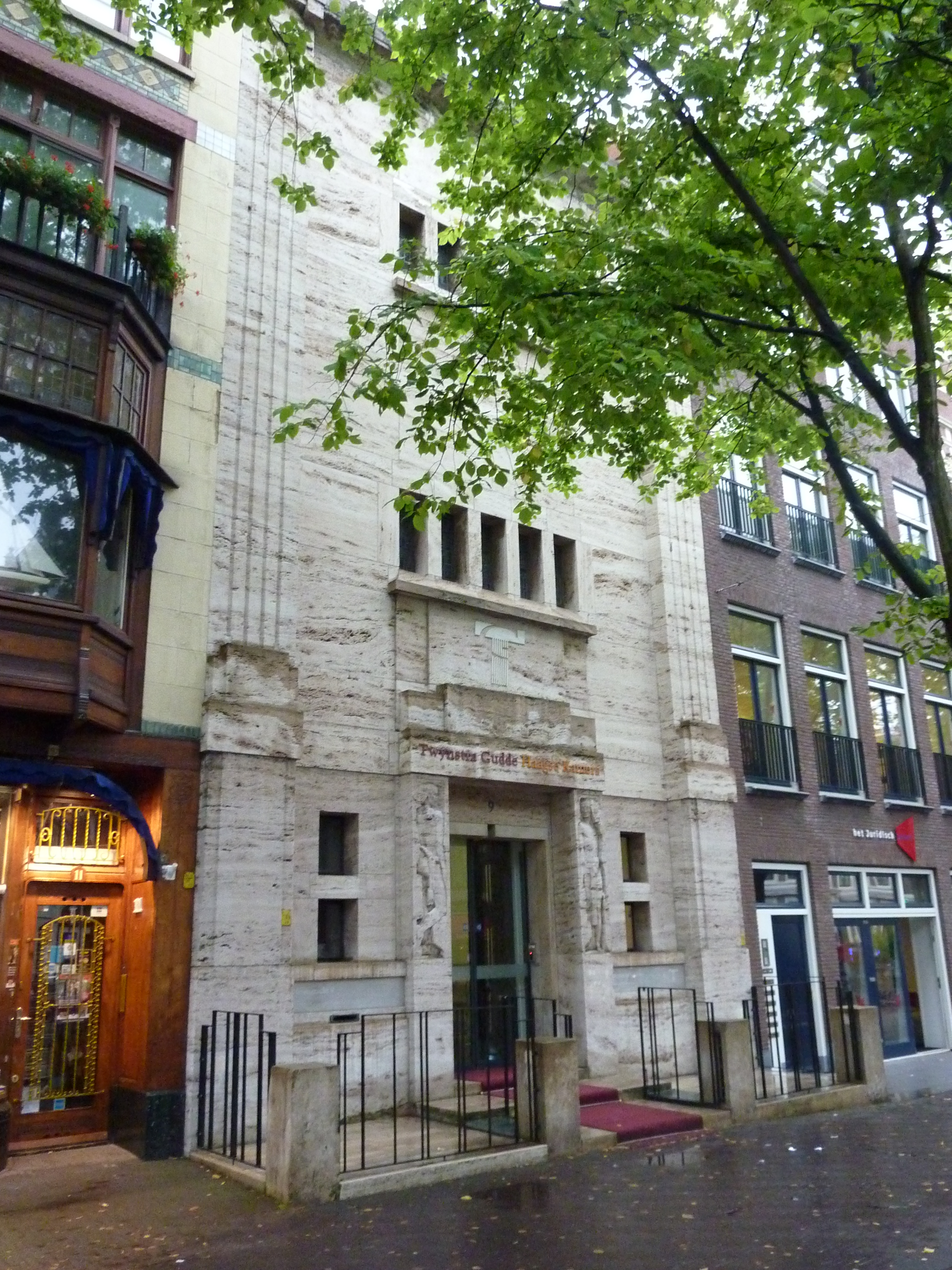
Herengracht 9, Den Haag
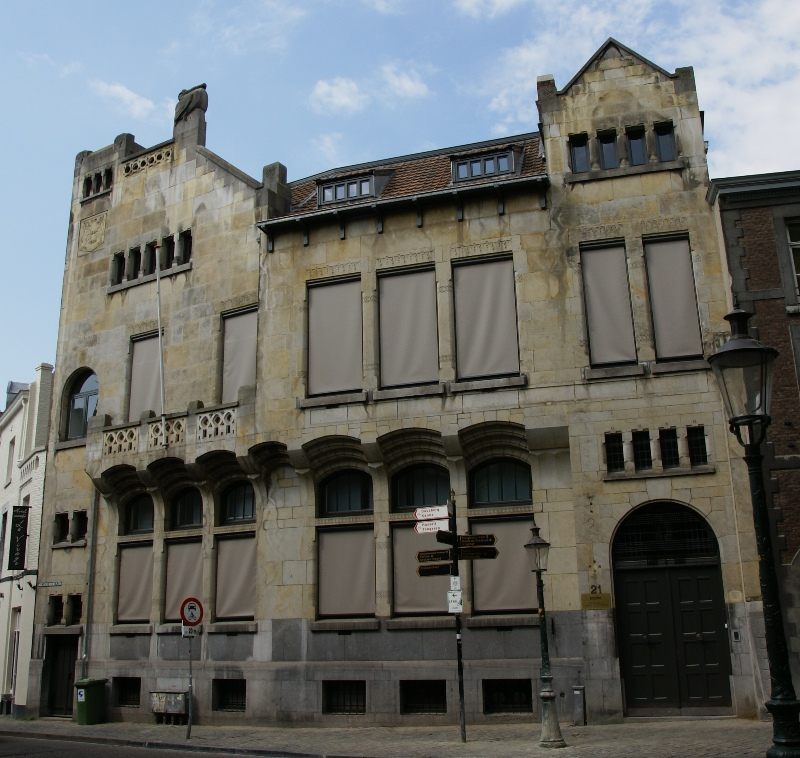
Bankgebouw Geldersche Credietvereniging (1905), Maastricht
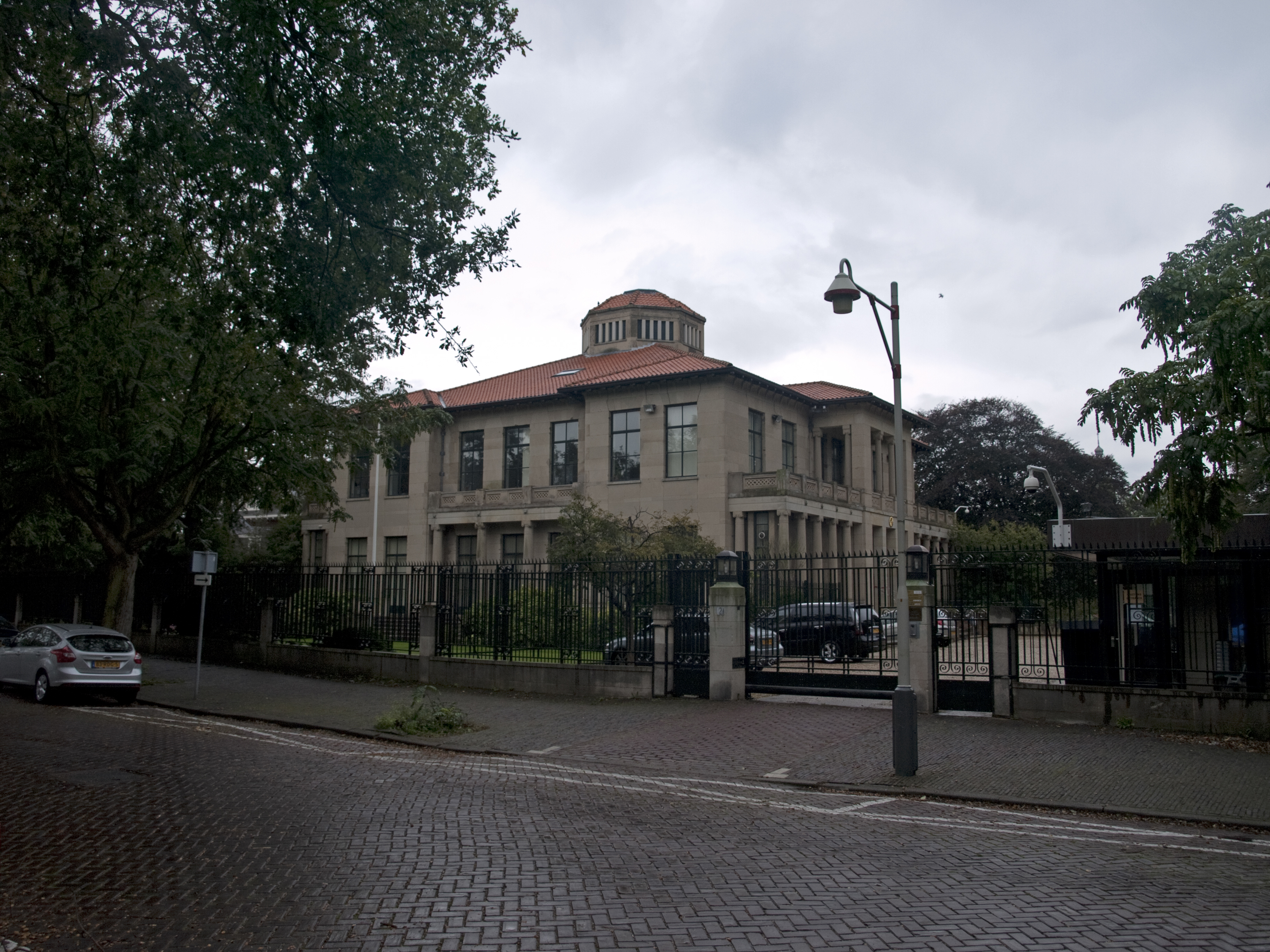
Villa Van den Bergh (1912), Den Haag
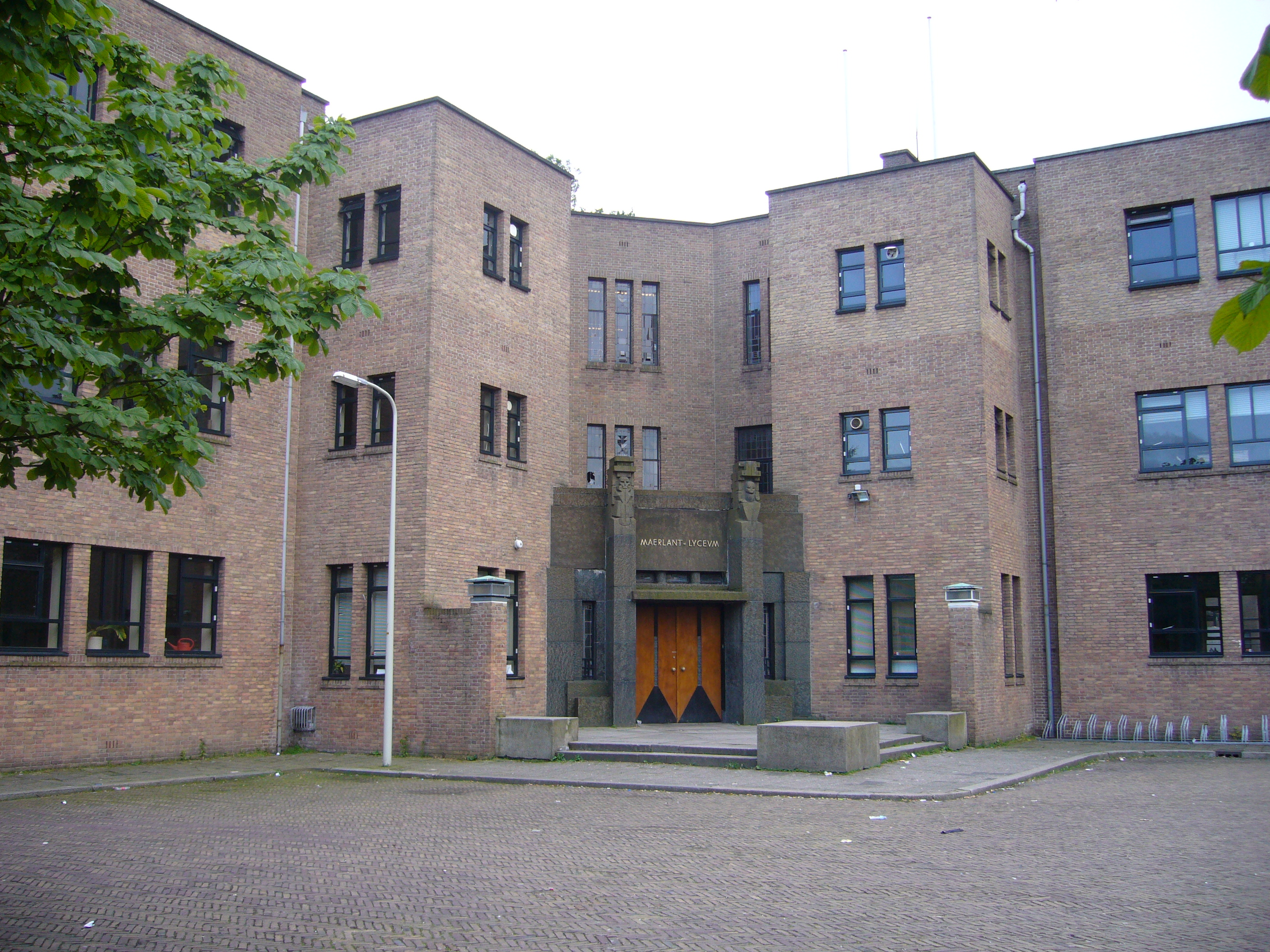
Tweede Gymnasium (1924), Den Haag
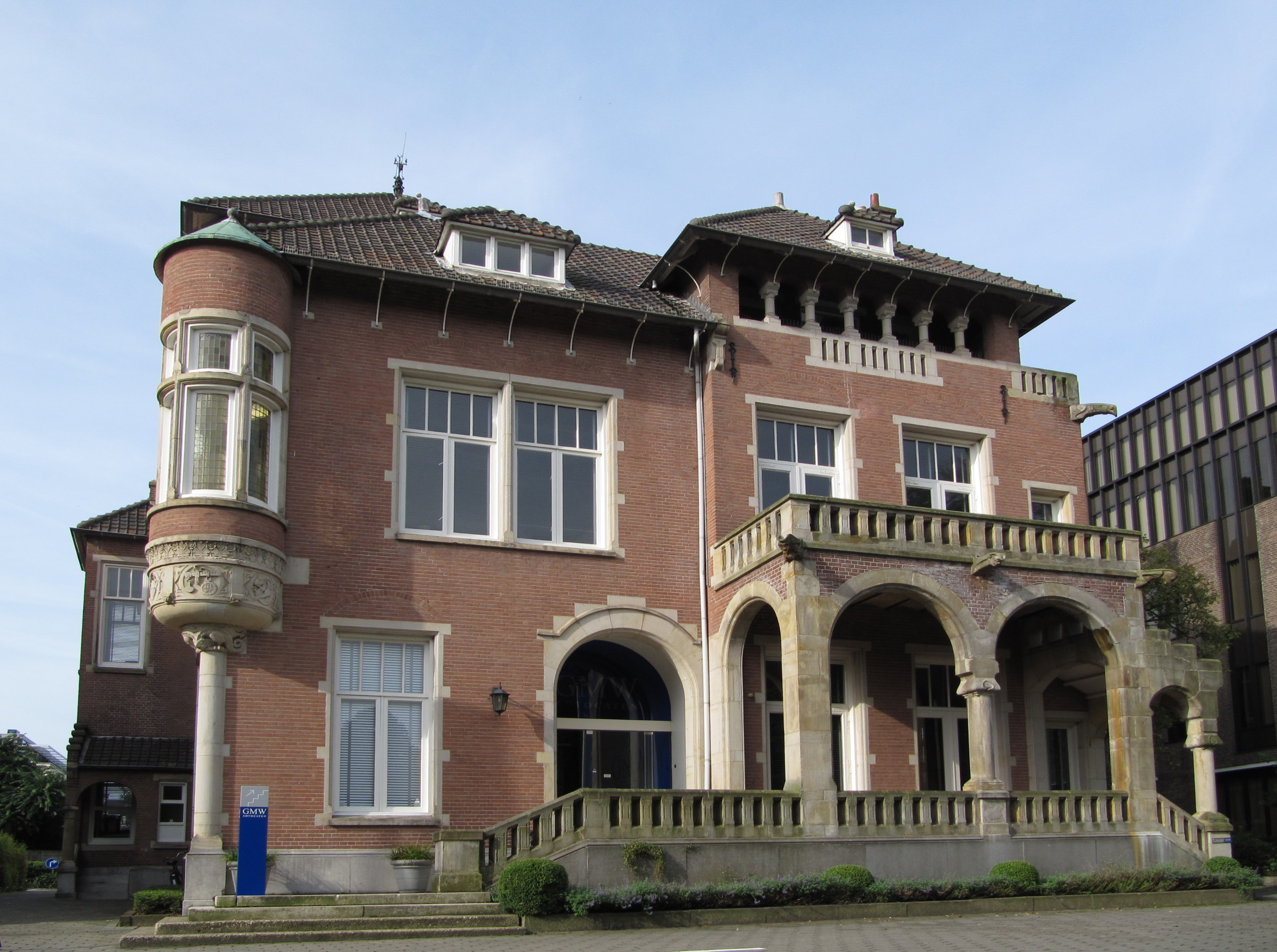
Villa Anna, Scheveningseweg 52, Den Haag
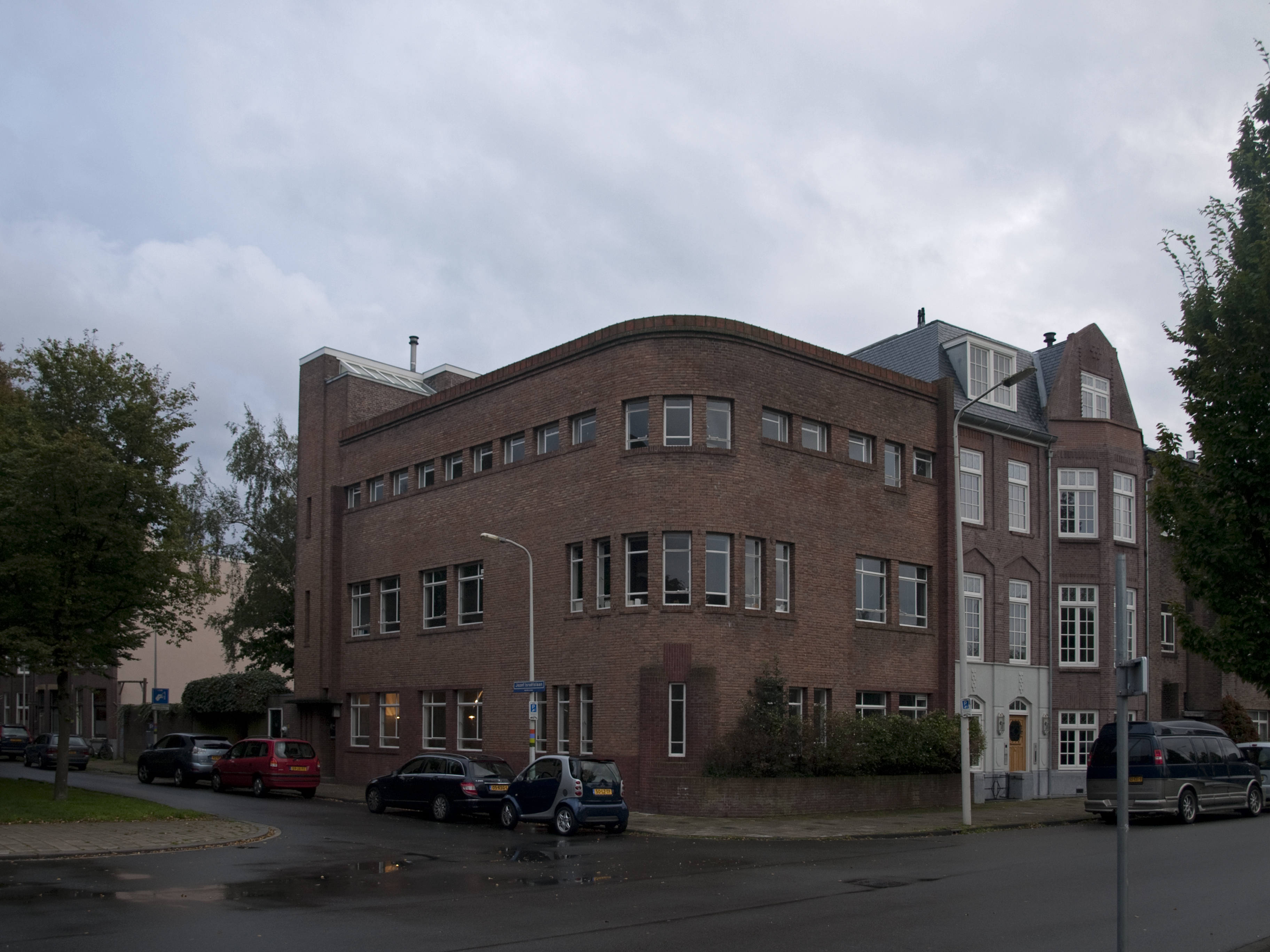
Jozef Israelslaan 56, Den Haag
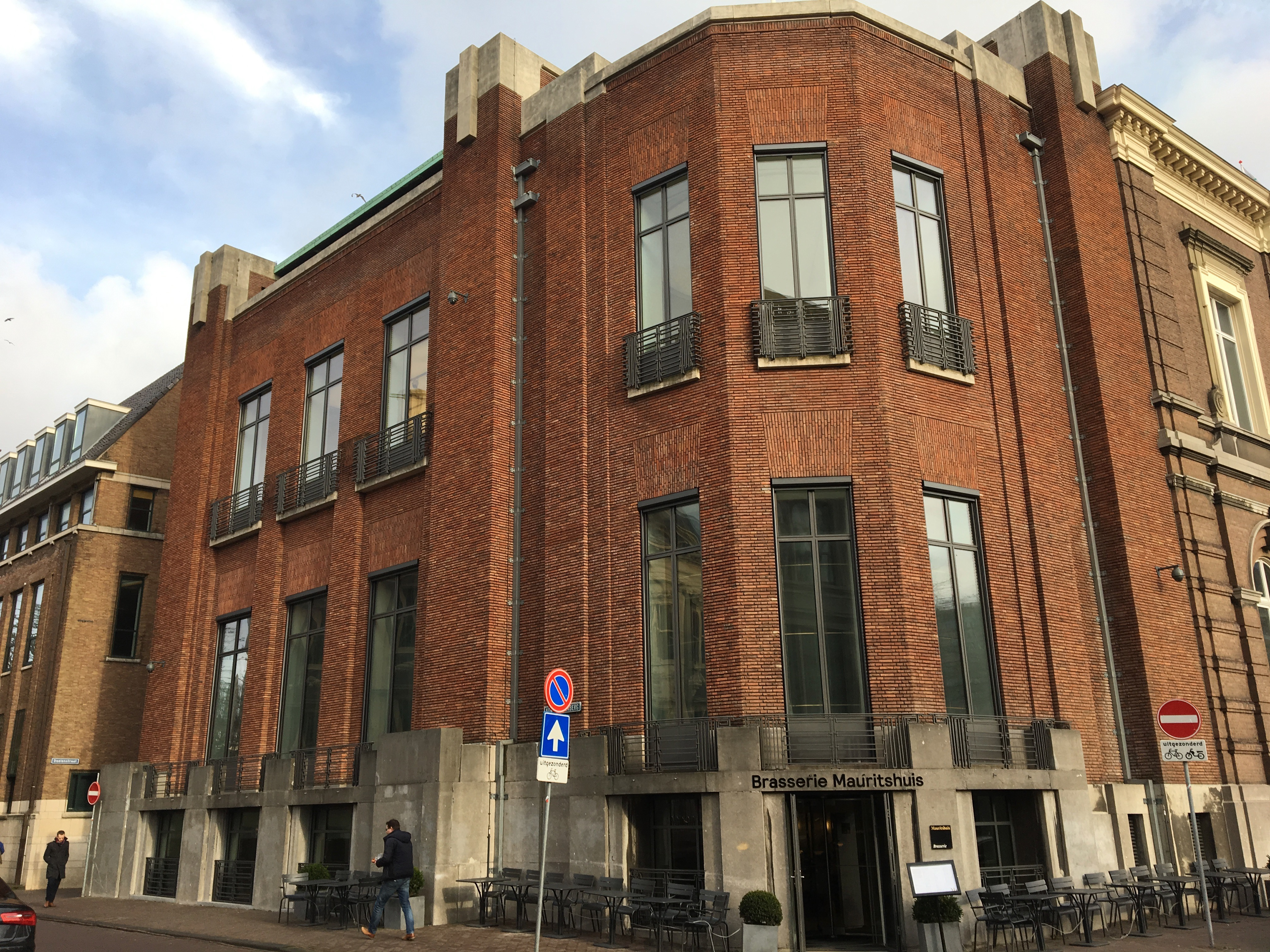
Plein 26 (1930), Den Haag
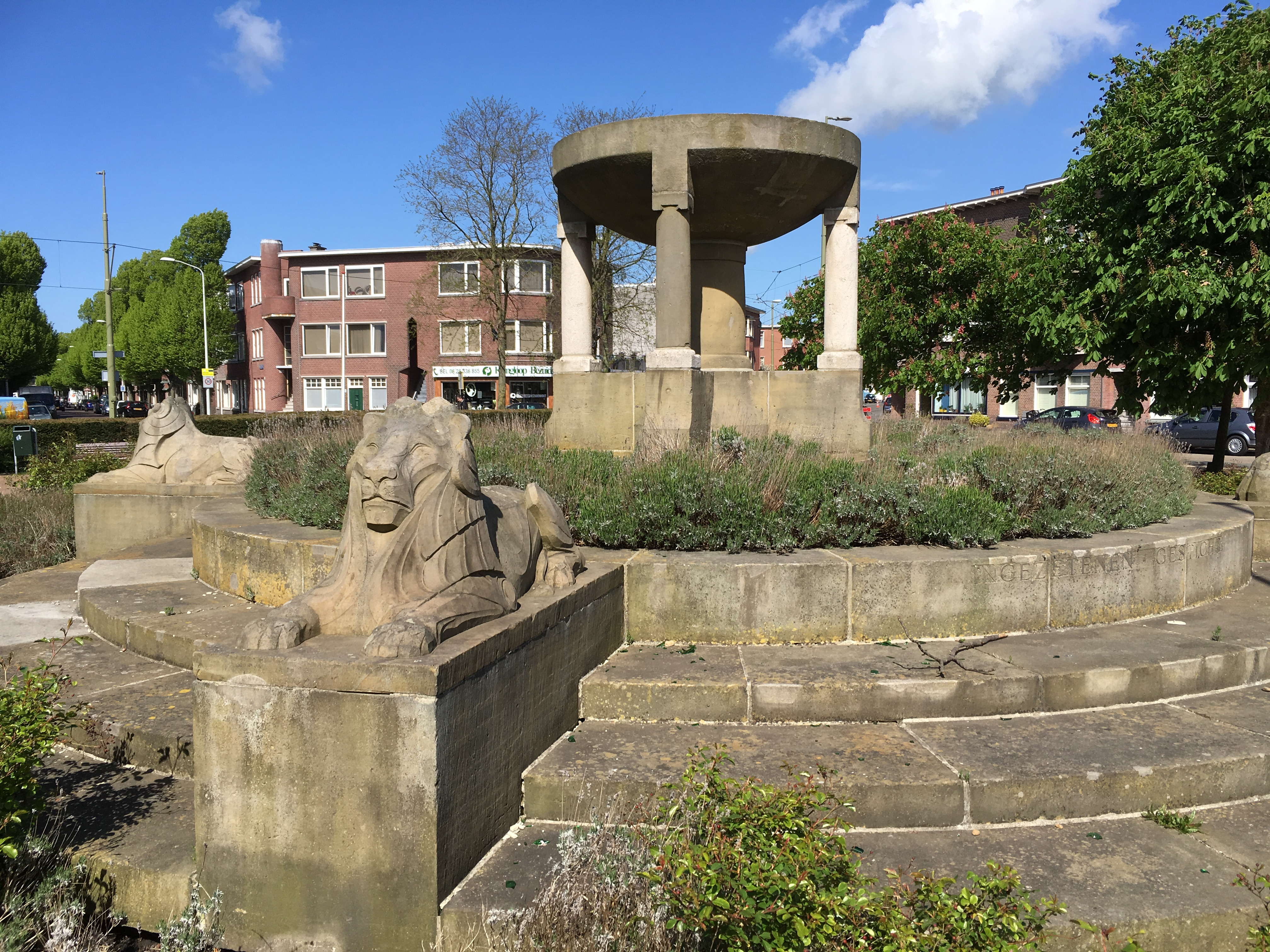
Julianamonument (1910), Stuyvesantplein, Den Haag